# 佐世保愛恵病院
佐世保愛恵病院（させぼあいけいびょういん）は、長崎県佐世保市に所在する医療法人愛恵会が経営する医療機関（精神科病院）である。
佐世保市内では現存する最も歴史のある精神病床を持つ病院であり、同経営の平戸愛恵病院と併せて長崎県県北地域では最大級の規模を持つ精神科病院である。

## 沿革
- 1952年（昭和27年）10月25日 - 愛恵会初代理事長の森田恵（伊万里市出身）により、現在地に佐世保保養院として開院。
- 2004年（平成16年）3月18日 - 現在の名称に改める。
- 2007年（平成19年）12月20日 - 病院の増改築工事が竣工。

## 診療科目
- 精神科[2]
- 心療内科[2]

## 医療機関の指定・認定
- 保険医療機関[2]
- 指定自立支援医療機関（育成医療）[2]
- 指定自立支援医療機関（精神通院医療）[2]
- 精神保健福祉法に基づく指定病院・応急入院指定病院[2]
- 精神保健指定医の配置されている医療機関[2]
- 生活保護法指定医療機関（中国残留邦人等支援法に基づく指定医療機関を含む）[2]
- 医療保護施設（中国残留邦人等支援法に基づく指定医療機関を含む）[2]

## アクセス
- 西肥バス（させぼバスも含む）「瀬戸越」バス停留所より徒歩1分[3]。
- 松浦鉄道西九州線「泉福寺駅」下車、徒歩3分[3]。
- 佐世保駅より国道35号・204号・498号経由で車で約15分[3]。

## 関連施設
- 精神科デイケアなごみ[4]
- グループホームめぐみ[5]